# La mort a la vora
La mort a la vora (títol original en italià, Non uccidere) és una sèrie de televisió italiana de drama criminal protagonitzada per Miriam Leone. Es va emetre a Itàlia a Rai 3 per a la primera temporada el 2017. La temporada 2 es va estrenar al servei de reproducció en línia RaiPlay. Cada temporada va incloure 12 episodis. Alguns episodis s'han doblat al valencià per a À Punt.

## Sinopsi
La mort a la vora és una sèrie dramàtica de detectius ambientada a Torí. Valeria Ferro investiga els assassinats amb l'ajuda dels seus col·legues del departament de policia alhora que descobreix el passat de la seva família. La mare de la Valeria va passar un temps a la presó per matar el seu marit quan la Valeria era petita.
La sèrie també gira al voltant de les relacions de la Valeria amb la família i els seus companys de feina, que de vegades es poden encavalcar, sobretot pel fet que la seva mare va ser condemnada pel mateix departament de policia.

## Repartiment
- Miriam Leone: Valeria Ferro
- Monica Guerritore: Lucia Ferro
- Matteo Martari: Andrea Russo
- Thomas Trabacchi: Giorgio Lombardi
- Riccardo Lombardo: Gerardo Mattei
- Luca Terracciano: Luca Rinaldi
- Davide Iacopini: Giacomo Ferro
- Viola Sartoretto: Michela Ferro
- Gigio Alberti: Giulio Ferro
- Crystal De Glaudi: Costanza Ferro

## Llista d'episodis

### Primera temporada
| Núm. total | Núm. de la temporada | Títol        | Data d'estrena original | Data d'emissió al País Valencià (À Punt) |
| ---------- | -------------------- | ------------ | ----------------------- | ---------------------------------------- |
| 1          | 1                    | «Episodi 1»  | 11 de setembre de 2015  | 23 de juliol de 2023                     |
| 2          | 2                    | «Episodi 2»  | 18 de setembre de 2015  | 30 de juliol de 2023                     |
| 3          | 3                    | «Episodi 3»  | 25 de setembre de 2015  | 6 d'agost de 2023                        |
| 4          | 4                    | «Episodi 4»  | 2 d'octubre de 2015     | 13 d'agost de 2023                       |
| 5          | 5                    | «Episodi 5»  | 9 d'octubre de 2015     | 20 d'agost de 2023                       |
| 6          | 6                    | «Episodi 6»  | 16 d'octubre de 2015    | 1 d'octubre de 2023                      |
| 7          | 7                    | «Episodi 7»  | 9 de gener de 2016      | 8 d'octubre de 2023                      |
| 8          | 8                    | «Episodi 8»  | 16 de gener de 2016     | 15 d'octubre de 2023                     |
| 9          | 9                    | «Episodi 9»  | 23 de gener de 2016     | 22 d'octubre de 2023                     |
| 10         | 10                   | «Episodi 10» | 30 de gener de 2016     | 29 d'octubre de 2023                     |
| 11         | 11                   | «Episodi 11» | 6 de febrer de 2016     | 5 de novembre de 2023                    |
| 12         | 12                   | «Episodi 12» | 22 de febrer de 2016    | 12 de novembre de 2023                   |

### Segona temporada
| Núm. total | Núm. de la temporada | Títol        | Data d'estrena original |
| ---------- | -------------------- | ------------ | ----------------------- |
| 13         | 1                    | «Episodi 1»  | 1 de gener de 2017      |
| 14         | 2                    | «Episodi 2»  | 1 de gener de 2017      |
| 15         | 3                    | «Episodi 3»  | 1 de gener de 2017      |
| 16         | 4                    | «Episodi 4»  | 1 de gener de 2017      |
| 17         | 5                    | «Episodi 5»  | 1 de gener de 2017      |
| 18         | 6                    | «Episodi 6»  | 1 de gener de 2017      |
| 19         | 7                    | «Episodi 7»  | 1 de gener de 2017      |
| 20         | 8                    | «Episodi 8»  | 1 de gener de 2017      |
| 21         | 9                    | «Episodi 9»  | 1 de gener de 2017      |
| 22         | 10                   | «Episodi 10» | 1 de gener de 2017      |
| 23         | 11                   | «Episodi 11» | 1 de gener de 2017      |
| 24         | 12                   | «Episodi 12» | 1 de gener de 2017      |
| 25         | 13                   | «Episodi 13» | 21 de desembre de 2018  |
| 26         | 14                   | «Episodi 14» | 21 de desembre de 2018  |
| 27         | 15                   | «Episodi 15» | 21 de desembre de 2018  |
| 28         | 16                   | «Episodi 16» | 21 de desembre de 2018  |
| 29         | 17                   | «Episodi 17» | 21 de desembre de 2018  |
| 30         | 18                   | «Episodi 18» | 21 de desembre de 2018  |
| 31         | 19                   | «Episodi 19» | 21 de desembre de 2018  |
| 32         | 20                   | «Episodi 20» | 21 de desembre de 2018  |
| 33         | 21                   | «Episodi 21» | 21 de desembre de 2018  |
| 34         | 22                   | «Episodi 22» | 21 de desembre de 2018  |
| 35         | 23                   | «Episodi 23» | 21 de desembre de 2018  |
| 36         | 24                   | «Episodi 24» | 21 de desembre de 2018  |